# Hebbaka Amanikere, Tumkur
Hebbaka Amanikere là một làng thuộc tehsil Tumkur, huyện Tumkur, bang Karnataka, Ấn Độ.